# Ararendá
Ararendá é um município brasileiro do estado do Ceará, localizado na microrregião do Sertão de Crateús, mesorregião dos Sertões Cearenses. Sua população, conforme estimativas do IBGE de 2021, era de 10 983 habitantes.

## Etimologia
O topônimo Ararendá ou Ararena vem do tupi arara (papagaio) mais nda (lugar, pouso) e significa lugar das araras ou donde se obtém pouso dos papagaios ou das araras. A aldeia  dos índios Tabajara chamava-se Ararena, porém  o capuchinho francês Claude d'Abbeville grafou Ararendá em sua  obra "Historie de la mission des pères capucins en l'isle de Maragnan et terres circonvoisines" (1614), em português: "História da missão dos padres capuchinhos na ilha de Maranhão e terras circunvizinhas".
Sua denominação original era Canabrava ou Canabrava dos Mourões e, desde 1943, Ararendá.

## História
As terras ao sopé da Serra de Ibiapaba eram habitadas por diversa etnias, entres elas os Tabajara, Tupinambá, Caratiú.
Ararendá origina-se da aldeia Ararena dos índios Tabajara, aldeia que o capuchinho francês Claude de Abbeville grafou Ararendá. Com a expansão da pecuária e a doação de terras via sesmarias, na região chegaram famílias oriundas de Pernambuco, que criaram fazendas de gados, que consolidaram o núcleo urbano que atualmente chama-se Ararendá.
Provavelmente aqui os jesuítas Francisco Pinto e Luis Figueira hospedaram-se durante suas tentativas de °catequizar os índios da serra da ibiapaba no século XVII
1º Emancipação em 1963.
Elevado à categoria de município com a denominação de Ararendá, pela lei estadual nº 6525, de 5 de setembro de 1963, desmembrado de Nova Russas. Sede no antigo distrito de Ararendá. Constituído do distrito sede.
Famosa por sua feira que movimentava todo o comércio da região aos domingos, só se fortalecia ainda mais com a criação do município.
Em divisão territorial datada de 31-XII-1963, o município é constituído do distrito sede.
Pelo decreto estadual nº 8339, de 14 de dezembro de 1965, o município é extinto, sendo seu território anexado ao município de Nova Russas.
Em 1963 havia um grande esforço dos líderes políticos da época para o crescimento da recém cidade criada. Devido ao Golpe Militar de 64, o que já era difícil se tornou mais complicado.

## Geografia

### Clima
Tropical quente semiárido com pluviometria média de 697 mm  com chuvas concentradas de janeiro a abril.

### Hidrografia e recursos hídricos
As principais fontes de águas de Ararendá fazem parte da Bacia do rio Poti, sendo os sues principais afluentes o rio Diamante e os riachos: da Barriguda, Cana Brava, Itauru e Olho D´água. Ainda existem açudes de pequeno porte como os: Alto Grande, Carapinima, Itauru, João Perira, São Joaquim, Siriema e Violete.

### Relevo e solos
As principais elevações são a serra do Cedro, os morros do Tombador, do Benfica e Balixto, o serrote da Lagoa e do Moleque.

### Vegetação
Composta por caatinga arbustiva aberta e floresta caducifólia espinhosa.

### Subdivisão
O município tem dois distritos: Ararendá (sede) e Lagoa de Santo Antônio.

### Distrito:Lagoa de Santo Antonio
Historia do distrito de Lagoa de Santo Antonio,Por Jessé Basilio Lima.
Os primeiros registros da historia da criação do distrito de  Lagoa de Santo Antonio datam do dia 26 Abril de 1936, quando o Sr. Firmino José de Sousa comprou um quadro de terras de um senhor chamado Sabino. Há relatos de que a escritura original,feita à mão, da compra do terreno foi consumida por cupins, em 1986, junto com uma maleta de demais documentos. Em um documento que hoje se encontra na casa paroquial de Nova Russas, datado de 1948, escrito pelo então recem-encarregado pela paroquia na nossa região naquela época, reverendissimo Padre Leitão. Nele lê-se o seguinte: Capela da Lagoa de Santo Antonio. Quando assumimos essa paroquia, ja existia nessa fazenda uma capela, iniciada, feita apenas de alicerces,sobre a invocação de Nossa Senhora do Bom Parto. Essa capela foi iniciada pelo meu antecessor, reverendissimo Padre Moraes, que tendo encontrado muitas dificuldades da parte dos moradores vizinhos, que se comportavam mal por ocasião das missas, e mesmo da falta de cooperação, resolveu abandonar o trabalho. Nesse ano de 1948, resolvi recomeça-lo, tendo como encarregado do mesmo o Sr. Firmino José de Sousa, que fôra encarregado anteriormente. Desta vez, o povo está com muita boa vontade na construção da nossa capelinha, e destaca-se em primeiro nesse trabalho o Sr. Firmino de Sousa, que não vem poupando esforços para conseguir donativos para esse feito. Padre leitão. Em  1958 eram poucos os moradores em Lagoa de Santo Antonio. Como primeiro comerciante tinha um Sr. Chamado Olesio, que era natural de São José, Ipueiras. Seu comércio naquele tempo fornecia um tipo de tecido para fazer roupas que chamavam de fazenda. Ele vendia também bebidas, remedios, fumo de rolo, e era onde podia se comprar sal, algo que era muito difícil de se encontrar naquele tempo. Nesse ano, a Lagoa de Santo Antônio estava dando seus primeiros passos, e tinha por volta de oito casas. Perto da casa do Sr. Olesio morava o Sr. Raimundo Angelo. Na casa da frente morava o Sr. Chico Marinho, o pai do Gonçalo Marinho. Ainda nessa mesma rua, tinha a casa do Sr. Fausto e a casa de Ambrosio pires de Oliveira. Mais em cima tinha a casa do Sr. Herminio, onde tinha vários pés de chila. Mais adiante tinha a casa da Dona Altina, que era irmã do Pedro Grosso.Na rua de cima tinha a casa de João Basilio, o Sr. Dão, que era esposo de Maria Francisca da Conceição. Na rua do meio, onde hoje é a praça do metal era a casa da dona Chica Grande, que era a mãe de Maria da Conceição. Eram essas as casas que existiam na Lagoa de Santo Antonio, o resto era só mato.
```
Os moradores moravam no terreno comprado para a igreja pelo seu firmino, pagando uma taxa mensal, que era chamada de foro. Esse foro variava o seu valor de acordo com o tamanho do terreno e todo o valor arrecadado ia para a paroquia.
```

1958 foi um ano difícil para se passar,pois o nordeste enfrentava naquele ano uma das suas piores secas. Naquele tempo, a água nessa região era muito escassa e raro de se encontrar. Perto da Lagoa de Santo Antonio um rico fazendeiro chamado Dr. Saturnino era dono de uma imensidão de terras, dentre elas as terras do Itauru. Em 1960, Dr. Saturnino, através do oficio N°431 de 24 de maio, solicitou ao departamento de obras contra a seca a construção de um açude nas suas terras do Itaurú, açude esse chamado até então pelo nome de “Carapinima” Dr.Saturnino de Abreu Memória, o dono das terras e do açude,nasceu no município de Campo grande, Ceará, hoje chamado de Guaraciaba do Norte. Naquele tempo, Campo Grande pertencia à comarca de São Benedito e situava-se sobre as terras ferteis da serra da Ibiapaba Dr Saturnino e seu irmão Emidio de Oliveira Memoria eram donos das terras que iam desde a Picada, onde hoje é o assentamento Vitória, até nas terras que fazem divisa com Crateus.
```
O  açude do Itauru foi construído quase todo à casco de jumentos. O açude era grandioso, mas possuía as suas regras. As mulheres iam por veredas, com suas bacias de roupas na cabeça para lavar às suas margens. Era uma grande distancia à pe da lagoa de Santo Antonio até lá. Além do açude do Itauru tinha o açude do Chico Chagas e o Açude dos cosmos.
```

Eram poucos os recursos dágua, e difícil o acesso a eles pelos seus donos. A única fonte de água potável, para beber e cozinhar era uma cacimba que ficava em uma baixa entre as terras do Sr. Nilo e do Sr. Emidio, chamava-se cacimba do padeiro.Eram 12 degraus até chegar nas águas que matavam a sede das famílias do nosso lugar.
```
Sr. Hilario Sena, pai do Antonio Sena, ja morava em lagoa de Santo Antonio nesse tempo, e ele vendo aquele sofrimento para conseguir água,usou de sua influencia política para solicitar ao então prefeito eleito de Nova Russas, Dr. Almir,  a construção de um cacimbão, para amenizar esse martirio por água para beber. E assim foi feito, foi cedido um lugar para construção do cacimbão nas terras do Sr. Emidio e o prefeito pagou a mão de obra dos trabalhadores. O antigo cacimbão foi construído pelo Sr. Ambrosio Pires, Sr. Antonio Agostinho, O Sr. Zé Luiz, Sr. Chico Caboclo,e o Sr. Moacir da Naninha. Com isso acabou o problema da água para beber.
```

Sr. Hilario Sena tinha o desejo de morar nas terras férteis do açude Itaurú, que eram do Dr. Saturnino. Um dia ele saiu para pescar nesse açude, pois era onde muitos habitantes daquele tempo trabalhavam e tiravam peixes para o sustento. Chegando lá, estava os pescadores do Dr. Saturnino e o proprio Dr Saturnino nas margens do açude. Era por volta das duas da tarde e seus pescadores estavam começando a puxar as redes. O pescador principal do Dr. Saturnino era conhecido como Caxias, que era um pescador da fazenda. Sr. Hilario Sena, ao ver eles arrastando as redes recheadas de curimatã, e os peixes pulando para fora da rede, pegou sua tarrafa e jogou para ir pegando as curimatã que iam fugindo, enquanto Dr. Saturnino,já velhinho, com seu chapeu de palha e com uma vara na mão obsevarva. Dr. Saturnino chamou a atenção do Sr. Hilario Sena, pedindo para que não pescasse. Foi onde Caxias, o pescador da fazenda pediu para que SR. Hilario Sena  o ajudasse na pescaria para o Dr.  e que quando terminasse ele o daria os peixes para ele levar para comer. Sr Hilario Sena logo aceitou a proposta. Começou então a ajudar a puxar a rede. Ao final, encheram vários jacaus de peixes, e o Caxias deu como pagamento alguns deles para seu Hilario levar para família dele e o pediu para ir novamente no outro dia para ajudá-los com a pescaria. Com o tempo,Sr. Hilario Sena ganhou a confiaça do Dr. Saturnino que o convidou para ser o procurador da sua fazenda. Antonio Pereira de sena,mais conhecido como Pereira, nasceu em 22 de fevereiro de 1949,em Cachoeira do fogo ,em Independência,Ce. Seus pais eram: Raimundo Hilario de Sena e Angelita pereira de Sena.De independência, vieram para a localidade de Contendas,que pertencia naquele tempo a Ipueiras. Nessa época Antônio Sena tinha de dois a três anos. 1958 sua família mudou-se para a Lagoa de Santo Antônio para morar em uma casa na antiga rua de baixo,rua hoje conhecida como rua Raimundo Ângelo. No ano de 1958,a Lagoa de Santo Antônio estava dando seus primeiros passos,e tinha por volta de oito casas. Eram tempos difíceis, pois o nordeste enfrentava naquele tempo uma das suas piores secas. Inspirado e estimulado por seu pai, que exercia grande influencia na política da região,Antonio Sena começou sua vida política em 1972, quando se candidatou a vereador por nova Russas, recebeu 316 votos,não chegando a ser eleito naquele ano. Tentou novamente em 1976,tirou 384 votos, também não obteve exito. Somente em 1982, com 656 votos, se elegeu. Foi eleito novamente em 1988, com 685 votos, quando foi presidente da Câmara de Nova Russas. Em 1992, quando ja era formado o município de Ararendá, Antonio sena foi eleito vice-prefeito, com Vicente Mourão Prefeito. Em 1996 Antonio Sena chega a Prefeito de Ararendá. Foram muitos os personagens que fizeram a história do nosso distrito, desde os conhecidos até os mais anonimos. Gente que com garra e coragem fizeram desse lugar um dos melhores e mais agradáveis distritos para se morar. REFERENCIA DE TEXTO HISTORIADOR JESSÉ BASILIO LIMA

## Economia
Pecuária e  agricultura de subsistência. Outra fonte de renda é o comércio e a redistribuição de recursos públicos na forma de benefícios.

### ..Distrito:Lagoa de santo Antonio
Historia do distrito de Lagoa de Santo Antonio,Por Jessé Basilio Lima.
Os primeiros registros da historia da criação do distrito de  Lagoa de Santo Antonio datam do dia 26 Abril de 1936, quando o Sr. Firmino José de Sousa comprou um quadro de terras de um senhor chamado Sabino. Há relatos de que a escritura original,feita à mão, da compra do terreno foi consumida por cupins, em 1986, junto com uma maleta de demais documento.
Em um documento que hoje se encontra na casa paroquial de Nova Russas, datado de 1948, escrito pelo então recem-encarregado pela paroquia na nossa região naquela época, reverendissimo Padre Leitão.
Nele lê-se o seguinte:
Capela da Lagoa de Santo Antonio.
Quando assumimos essa paroquia, ja existia nessa fazenda uma capela, iniciada, feita apenas de alicerces,sobre a invocação de Nossa Senhora do Bom Parto. Essa capela foi iniciada pelo meu antecessor, reverendissimo Padre Moraes,que tendo encontrado muitas dificuldades da parte dos moradores visinhos, que se comportavam mal por ocasião das missas, e mesmo da falta de cooperação, resolveu abandonar o trabalho. Nesse ano de 1948, resolvi recomeça-lo, tendo como encarregado do mesmo o Sr. Firmino José de Sousa, que fôra encarregado anteriormente. Desta vez, o povo está com muita boa vontade na construção da nossa capelinha, e destaca-se em primeiro nesse trabalho o Sr. Firmino de Sousa, que não vem poupando esforços para conseguir donativos para esse feito. Padre leitão.
Em  1958 eram poucos os moradores em Lagoa de Santo Antonio. Como primeiro comerciante tinha um Sr. Chamado Olesio, que era natural de São José, Ipueiras. Seu comercio naquele tempo fornecia um tipo de tecido para fazer roupas que chamavam de fazenda. Ele vendia tambem bebidas,remedios,fumo de rolo, e era onde podia se comprar sal, algo que era muito dificil de se encontrar naquele tempo. Nesse ano,a Lagoa de Santo Antônio estava dando seus primeiros passos,e tinha por volta de oito casas.
Perto da casa do Sr. Olesio morava o Sr. Raimundo Angelo. Na casa da frente morava o Sr. Chico Marinho, o pai do Gonçalo Marinho. Ainda nessa mesma rua, tinha a casa do Sr. Fausto e a casa de Ambrosio pires de Oliveira. Mais em cima tinha a casa do Sr. Herminio, onde tinha varios pés de chila. Mais adiante tinha a casa da Dona Altina, que era irmã do Pedro Grosso.Na rua de cima tinha a casa de João basilio, o Sr. Dão, que era esposo de Maria francisca da Conceição. Na rua do meio, onde hoje é a praça do metal era a casa da dona Chica Grande, que era a mãe de Maria da Conceição. Eram essas as casas que existiam na Lagoa de Santo Antonio, o resto era só mato.
```
Os moradores moravam no terreno comprado para a igreja pelo seu firmino, pagando uma taxa mensal, que era chamada de foro. Esse foro variava o seu valor de acordo com o tamanho do terreno e todo o valor arrecadado ia para a paroquia.
```

1958 foi um ano dificil para se passar,pois o nordeste enfrentava naquele ano uma das suas piores secas. 
Naquele tempo, a agua nessa região era muito escassa e raro de se encontrar. 
Perto da Lagoa de Santo Antonio um rico fazendeiro chamado Dr. Saturnino era dono de uma imensidão de terras, dentre elas as terras do Itauru.
Em 1960, Dr. Saturnino, através do oficio N°431 de 24 de maio, solicitou ao departamento de obras contra a seca a construção de um açude nas suas terras do Itaurú, açude esse chamado até então pelo nome de “Carapinima”
Dr.Saturnino de Abreu Memória, o dono das terras e do açude,nasceu no municipio de Campo grande, Ceará, hoje chamado de Guaraciaba do Norte. Naquele tempo, Campo Grande pertencia à comarca de São Benedito e situava-se sobre as terras ferteis da serra da Ibiapaba
Dr Saturnino e seu irmão Emidio de Oliveira Memoria eram donos das terras que iam desde a Picada, onde hoje é o assentamento Vitória, até nas terras que fazem divisa com Crateus.
```
O  açude do Itauru foi construido quase todo à casco de jumentos. O açude era grandioso, mas possuia as suas regras. As mulheres iam por veredas, com suas bacias de roupas na cabeça para lavar às suas margens. Era uma grande distancia à pe da lagoa de Santo Antonio até lá. Alem do açude do Itauru tinha o açude do Chico Chagas e o Açude dos cosmos.
```

Eram poucos os recursos dágua, e dificil o acesso a eles pelos seus donos. A unica fonte de água potável, para beber e cozinhar era uma cacimba que ficava em uma baixa entre as terras do Sr. Nilo e do Sr. Emidio, chamava-se cacimba do padeiro.Eram 12 degraus até chegar nas aguas que matavam a sede das familias do nosso lugar.
```
Sr. Hilario Sena, pai do Antonio Sena, ja morava em lagoa de Santo Antonio nesse tempo, e ele vendo aquele sofrimento para conseguir água,usou de sua influencia politica para solicitar ao então prefeito eleito de Nova Russas, Dr. Almir,  a construção de um cacimbão, para amenizar esse martirio por agua para beber. E assim foi feito, foi cedido um lugar para construção do cacimbão nas terras do Sr. Emidio e o prefeito pagou a mão de obra dos trabalhadores. O antigo cacimbão foi construido pelo Sr. Ambrosio Pires, Sr. Antonio Agostinho, O Sr. Zé Luiz, Sr. Chico Caboclo,e o Sr. Moacir da Naninha. Com isso acabou o problema da agua para beber.
```

Sr. Hilario Sena tinha o desejo de morar nas terras férteis do açude Itaurú, que eram do Dr. Saturnino. Um dia ele saiu para pescar nesse açude, pois era onde muitos habitantes daquele tempo trabalhavam e tiravam peixes para o sustento. Chegando lá, estava os pescadores do Dr. Saturnino e o proprio Dr Saturnino nas margens do açude. Era por volta das duas da tarde e seus pescadores estavam começando a puxar as redes. O pescador principal do Dr. Saturnino era conhecido como Caxias, que era um pescador da fazenda. Sr. Hilario Sena, ao ver eles arrastando as redes recheadas de curimatã, e os peixes pulando para fora da rede, pegou sua tarrafa e jogou para ir pegando as curimatã que iam fugindo, enquanto Dr. Saturnino,já velhinho, com seu chapeu de palha e com uma vara na mão obsevarva. Dr. Saturnino chamou a atenção do Sr. Hilario Sena, pedindo para que não pescasse. Foi onde Caxias, o pescador da fazenda pediu para que SR. Hilario Sena  o ajudasse na pescaria para o Dr.  e que quando terminasse ele o daria os peixes para ele levar para comer. Sr Hilario Sena logo aceitou a proposta. Começou então a ajudar a puxar a rede. Ao final, encheram varios jacaus de peixes, e o Caxias deu como pagamento alguns deles para seu Hilario levar para familia dele e o pediu para ir novamente no outro dia para ajudá-los com a pescaria. 
Com o tempo,Sr. Hilario Sena ganhou a confiaça do Dr. Saturnino que o convidou para ser o procurador da sua fazenda. 
Antonio Pereira de sena,mais conhecido como Pereira, nasceu em 22/02/1949,em Cachoeira do fogo ,em Independência,Ce. Seus pais eram: Raimundo Hilario de Sena e Angelita pereira de Sena.De independência, vieram para a localidade de Contendas,que pertencia naquele tempo a Ipueiras. Nessa época Antônio Sena tinha de dois a três anos. 1958 sua família mudou-se para a Lagoa de Santo Antônio para morar em uma casa na antiga rua de baixo,rua hoje conhecida como rua Raimundo Ângelo. No ano de 1958,a Lagoa de Santo Antônio estava dando seus primeiros passos,e tinha por volta de oito casas. Eram tempos difíceis, pois o nordeste enfrentava naquele tempo uma das suas piores secas.
Inspirado e estimulado por seu pai, que exercia grande influencia na politica da região,Antonio Sena começou sua vida politica em 1972, quando se candidatou a vereador por nova Russas, recebeu 316 votos,não chegando a ser eleito naquele ano. Tentou novamente em 1976,tirou 384 votos, tambem não obteve exito. Somente em 1982, com 656 votos, se elegeu. Foi eleito novamente em 1988, com 685 votos, quando foi presidente da Câmara de Nova Russas. Em 1992, quando ja era formado o municipio de Ararendá, Antonio sena foi eleito vice prefeito, com Vicente Mourão Prefeito. 
Em 1996 Antonio Sena chega a Prefeito de Ararendá.
Foram muitos os personagens que fizeram a historia do nosso distrito, desde os conhecidos até os mais anonimos.
Gente que com garra e coragem fizeram desse lugar um dos melhores e mais agradaveis distritos para se morar.
REFERENCIA DE TEXTO HISTORIADOR JESSÉ BASILIO LIMA

## Cultura
Os principais eventos culturais são: 
- Festa do padroeiro São Vicente de Paula (18 de julho).
- Aniversário de emancipação do município(21 de dezembro).
- Festas dos padroeiros (as) nas capelas dos distritos e localidades.

## Política
A administração municipal localiza-se na sede, Ararendá